# Narcissus tazetta subsp. corcyrensis
Narcissus tazetta subsp. corcyrensis és una subespècie de planta bulbosa de la família de les amaril·lidàcies. És originària de Grècia a l'Illa de Corfú.

## Descripció
És una planta bulbosa amb les flors amb pètals de color groc pàl·lid i de vegades amb reflexos, la corona és de color groc profund i lòbuls en la vora. Es troba a Corfú.

## Taxonomia
Narcissus tazetta subsp. corcyrensis va ser descrita per (Herb.) Baker i publicat a Handbook of the Amaryllideae 7, l'any 1888.
Etimologia
Narcissus nom genèric que fa referència del jove narcisista de la mitologia grega Νάρκισσος (Narkissos) fill del déu riu Cefís i de la nimfa Liríope; que es distingia per la seva bellesa.
El nom deriva de la paraula grega: ναρκὰο, narkào (= narcòtic) i es refereix a l'olor penetrant i embriagant de les flors d'algunes espècies (alguns sostenen que la paraula deriva de la paraula persa نرگس i que es pronuncia Nargis, que indica que aquesta planta és embriagadora).
tazetta: epítet llatí que significa "amb petita tassa".
Sinonímia
- Hermione corcyrensis Herb.
- Narcissus corcyrensis (Herb.) Nyman
- Narcissus linnaeanus subsp. remopolensis (Panizzi) Rouy
- Narcissus remopolensis Panizzi
- Narcissus sulcicaulis Spach
- Narcissus tazetta subsp. remopolensis (Panizzi) Nyman[4]